# Koebel
Een koebel is een bel die aan de hals van een koe wordt gebonden. Deze bellen worden in het Alpengebied veel gebruikt om te horen waar een koe zich bevindt. In deze bel hangt een klepel, zoals bij een klok.
Deze koebellen worden in de traditionele muziek in een gestemde serie ook gebruikt als melodie-instrument.
Daarnaast is een koebel een muziekinstrument uit de groep van idiofonen, ook wel cowbell geheten. Het is een platte bel van brons of smeedijzer. De koebel wordt als muziekinstrument onder andere gebruikt in drumbands, malletbands en veel Latijns-Amerikaanse muziek. Bij gebruik als muziekinstrument heeft een koebel geen klepel, maar wordt er met een mallet op geslagen. Bij drumbands en malletbands wordt de koebel doorgaans vastgemaakt aan de kleine trom, timbales of woodblock, bij drumstellen staat de koebel meestal op een standaard. Deze is ook bekend in de HaFaBra-muziekwereld en werd door Gustav Mahler gebruikt in zijn verschillende symfonieën.

## Campana
De campana is de naam voor een handgemaakte koebel. Het is een instrument dat veel wordt gebruikt in Latin en Rock, maar je komt het ook in andere muziekstijlen tegen. Je bespeelt het instrument met een stok, een cowbell beater. De campana zorgt meestal voor een 'heavy feel' in de muziek en het stimuleert als het ware het ritme.

## Trivia
- De koebel wordt gebruikt bij carnavalkostuums in o.a. Bulgarije en Duitsland. Zie ook Kukeri.
- Supporters uit Alpenlanden nemen vaak koebellen mee naar sportwedstrijden om hun aanmoediging kracht bij te zetten.

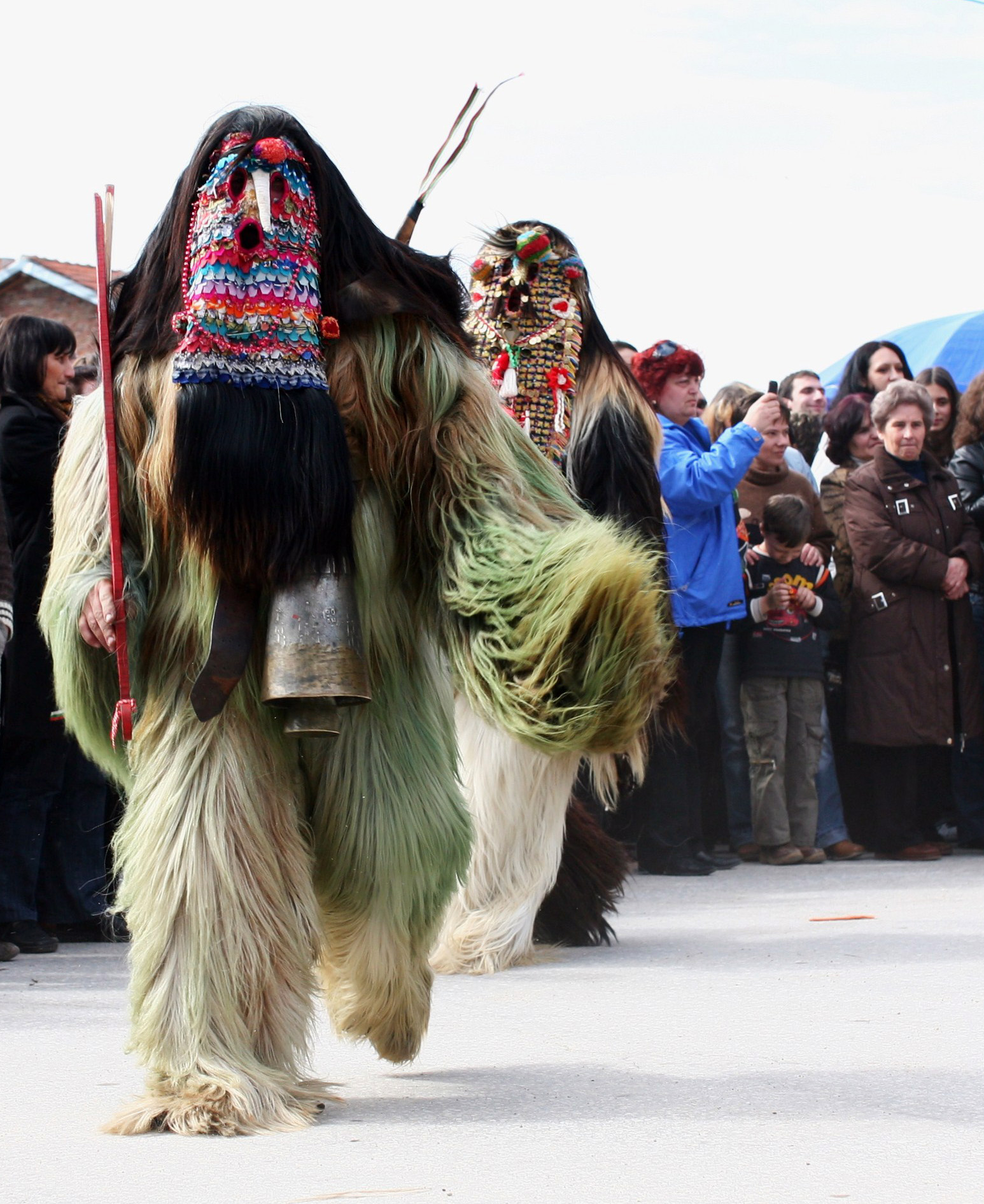
Kukeri in Bulgarije
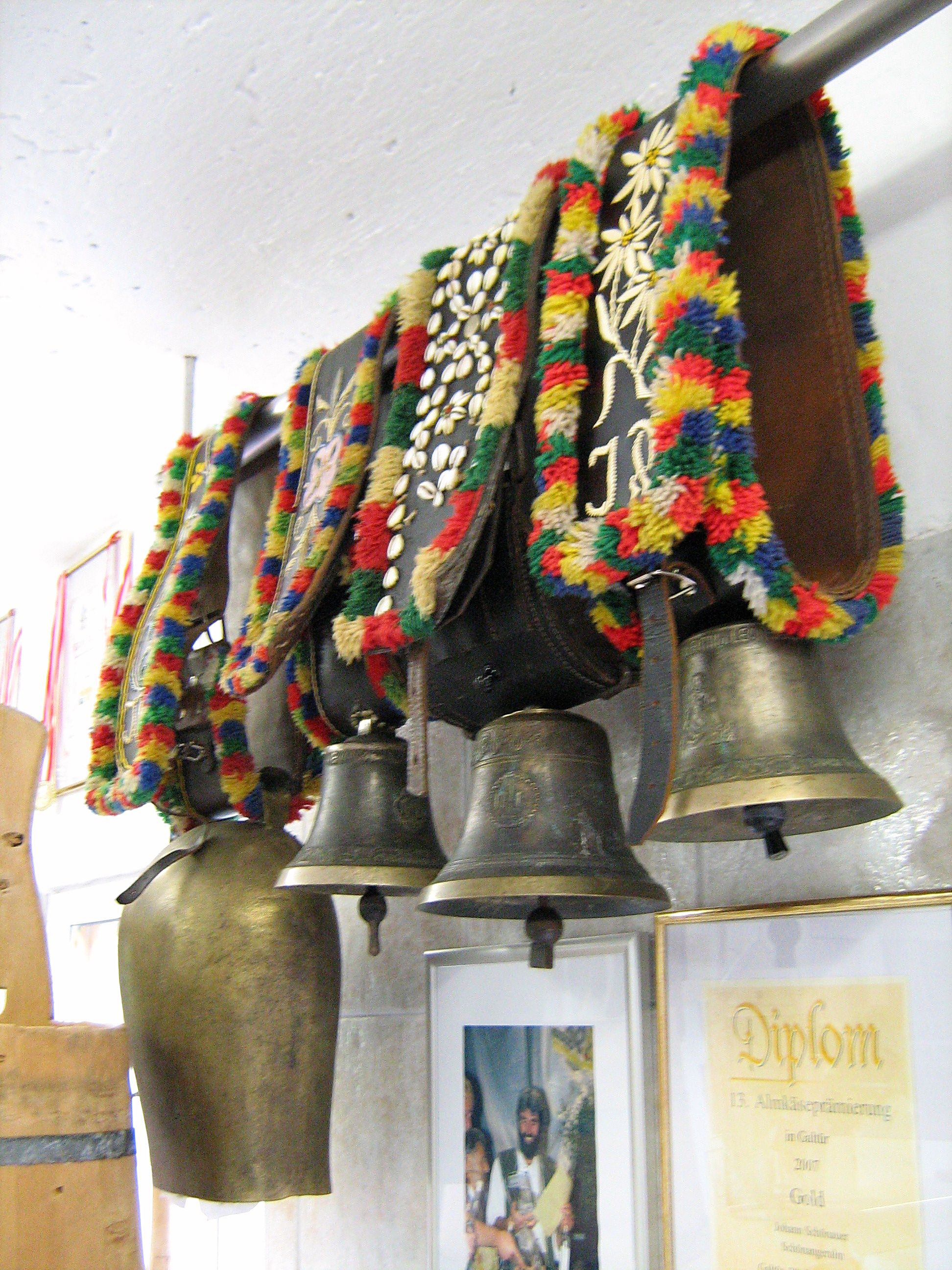
Koebellen in Oostenrijk
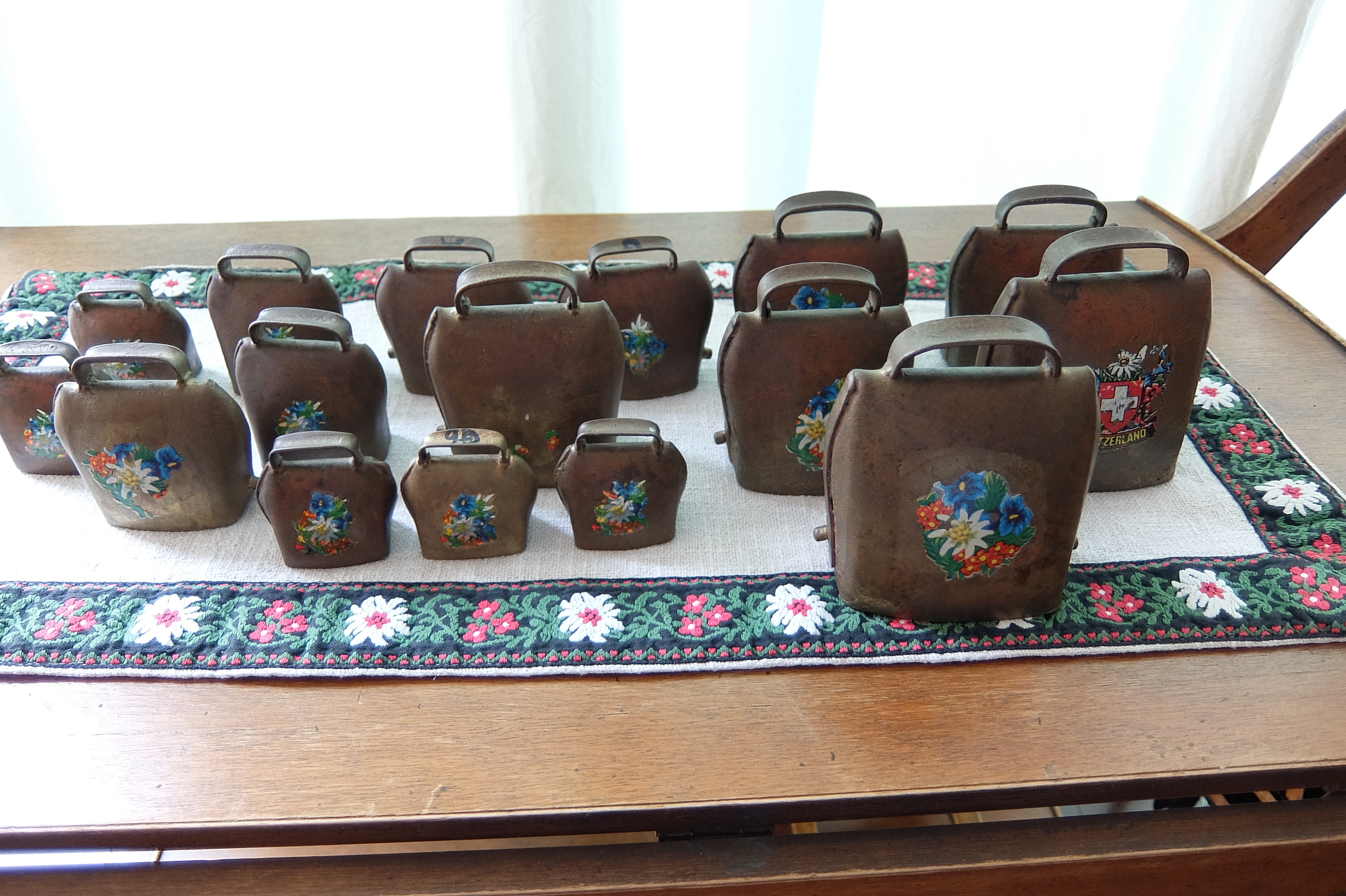
Gestemde koebellen in Zwitserland
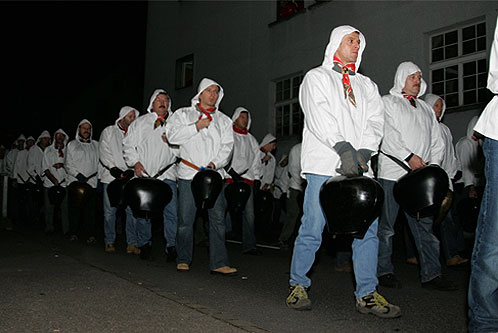
Koebellen worden geluid tijdens Klausjagen
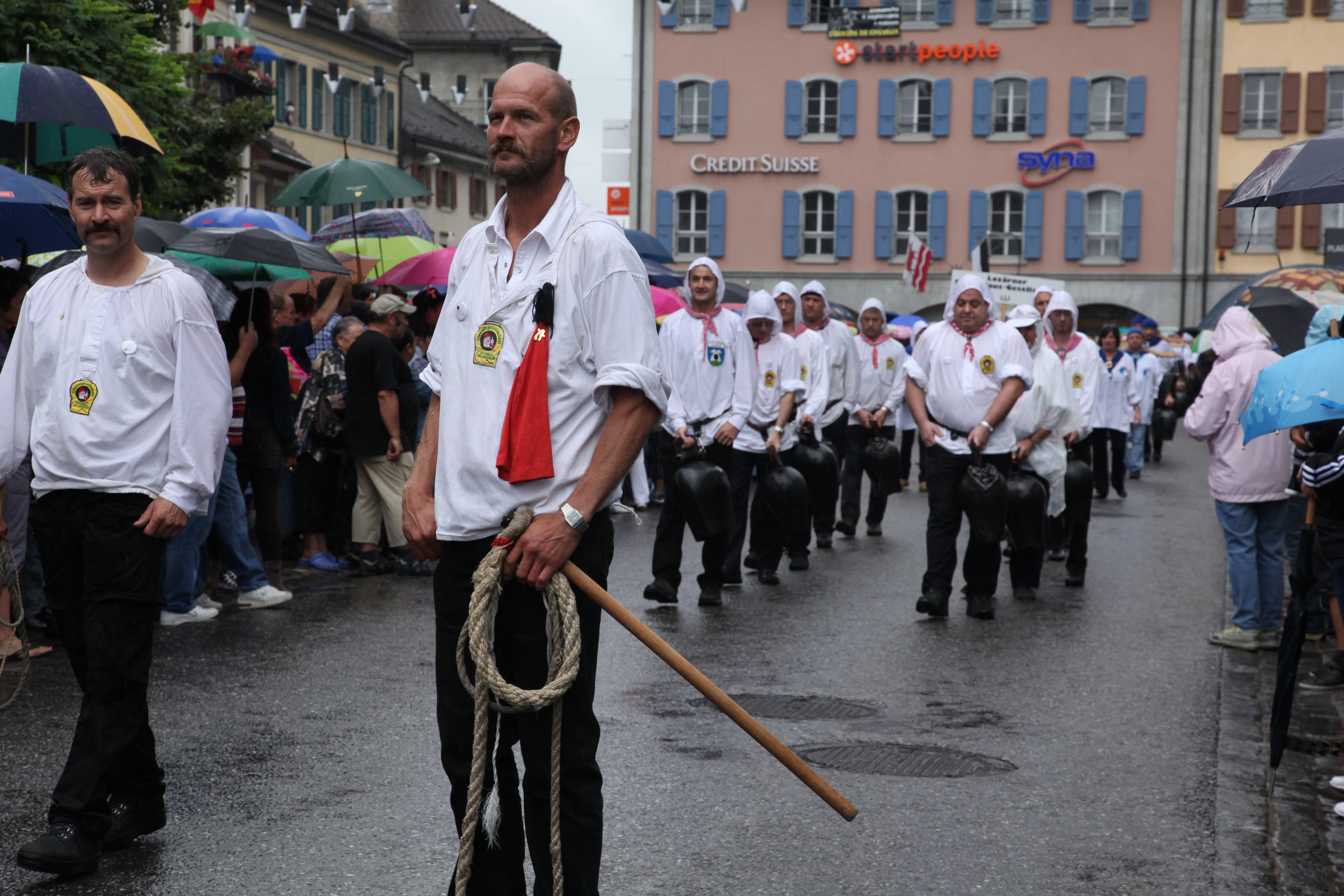
Naast de zweepslagen speelt ook de koebel een rol tijdens Chlauschlöpfen
- Sylvesterklaus